# (13952) Nykvist
(13952) Nykvist ist ein Asteroid des inneren Hauptgürtels, der am 22. September 1990 von dem belgischen Astronomen Eric Walter Elst am La-Silla-Observatorium der Europäischen Südsternwarte in Chile (IAU-Code 809) entdeckt wurde.
Die Rotationsperiode von (13952) Nykvist wurde in den Jahren 2009, 2015, 2016 und 2020 von mehreren Observatorien aus untersucht. Die Lichtkurven reichten jedoch nicht zu einer Bestimmung aus.
Der Asteroid wurde am 14. Mai 2014 nach dem schwedischen Kameramann und Filmregisseur Sven Nykvist (1922–2006) benannt. Nykvist gewann Oscars in der Kategorie Beste Kamera für Schreie und Flüstern (1974) und Fanny und Alexander (1984), beides Filme von Regisseur Ingmar Bergman. Nach Ingmar Bergman war am 20. März 2000 der ebenfalls von Eric Walter Elst entdeckte Asteroid des äußeren Hauptgürtels (10378) Ingmarbergman benannt worden.